# Gonzalo Rodríguez Gacha
José Gonzalo Rodríguez Gacha (Pacho, Cundinamarca, 26 de mayo de 1947 - Tolú, Sucre, 15 de diciembre de 1989), apodado «El mexicano», fue un narcotraficante, criminal, terrorista y paramilitar colombiano, cofundador y segundo líder cabecilla del Cartel de Medellín.
De origen humilde, Rodríguez Gacha amasó su fortuna durante los años 1970 y principios de los años 1980 a través del tráfico de cocaína hacia Centro y Norteamérica. Tras la creación del Cartel de Medellín en 1976, los medios de comunicación colombianos lo consideraron el «líder del ala militar» de dicha organización y su «Ministro de guerra» más importante. Más de 1.000 muertos fueron atribuidos a su nombre. Contó con su propia fuerza paramilitar, entre guardaespaldas y sicarios, con cerca de 2.000 miembros. Hizo parte del grupo Muerte a Secuestradores (MAS), de la Asociación Campesina de ganaderos y Agricultores del Magdalena Medio (ACDEGAM) y fue líder del cartel de Bogotá y de Los Masetos. También participó en las guerras verdes entre esmeralderos. Fue considerado por la revista Forbes como uno de «los hombres más ricos del mundo» en 1988.
Apoyaría decisivamente la creación de grupos de autodefensa en Colombia y orquestó el exterminio de la Unión Patriótica a finales de los 1980. Rodríguez Gacha murió el 15 de diciembre de 1989, tras una operación policial que incluyó una persecución por tierra y aire cerca de las playas de Coveñas (Sucre), operación que también fue abatido su hijo Freddy. Se conoció, años después de su muerte, que su trascendencia no se limitó a esferas del narcotráfico, sino también al ámbito comercial, político, deportivo y social del país.

## Biografía

### Orígenes
José Gonzalo Rodríguez Gacha nació en Pacho, Cundinamarca, Colombia, el 14 de mayo de 1947, en el seno de una familia campesina humilde que vendía quesos. En tercero de bachillerato decidió abandonar sus estudios para empezar a trabajar en Bogotá, donde trabajo como camarero de un restaurante, ayudante de autobuses, e incluso como comerciante en el sector de San Victorino.
Su carrera criminal despegaría a principios de los años 1970, cuando se trasladó a Muzo (Boyacá) y entró al servicio de Gilberto Molina Moreno, el «zar» del comercio de esmeraldas en Boyacá, legendario personaje que durante muchos años impuso su ley en el negocio minero, ejerciendo su influencia en una vasta región que cubre los municipios de Quípama, Otanche y Borbur. Molina era el jefe indiscutido y sus socios (que le reconocían su condición de «padrino») incluían a personas como Víctor Carranza, Julio Rincón, Benito Méndez, «el mono Bernal», Julio Silva y Juan Vitar. Estos explotaban legalmente concesiones otorgadas por el gobierno colombiano a sociedades de las que ellos y otros esmeralderos eran miembros. Sin embargo, no dominaban todo el negocio. Entre sus rivales, el principal era el grupo controlado por la familia Vargas, que imponía su ley en la región de Coscuez. Rodríguez Gacha era uno de los hombres de seguridad de Molina, y ganó una reputación como asesino. A medida que empezó a ascender dentro de las filas de los hombres de Molina empezó a tener contacto con personas relacionadas con el narcotráfico. 
La guerra verde entre Molina y los Vargas se tornó cada vez más sangrienta y, mientras eso sucedía, Rodríguez Gacha, que había ascendido rápidamente en las estructuras del «zar verde», se independizó para dedicarse a una actividad considerablemente más rentable: el narcotráfico. Su primer contacto con este negocio vino a través de Verónica Rivera de Vargas «la reina de la coca», amiga de Pablo Escobar y del narcotraficante mexicano Miguel Ángel Félix Gallardo hacia mediados de los setenta. Rodríguez Gacha se encargó de asesinar a la familia del principal rival de Rivera. Hizo su primera fortuna en medio de la Bonanza marimbera para luego comenzar con el tráfico de cocaína. 

### Cartel de Medellín
A medida que Rodríguez Gacha empezaba a prosperar en el negocio del narcotráfico empezó a comprar grandes cantidades de tierras en la región del Magdalena Medio, en el valle limítrofe entre los departamentos de Antioquia, Boyacá y Santander. Tras mudarse a la ciudad de Medellín en 1976, Rodríguez Gacha se asoció con la familia Ochoa (Jorge Luis, Juan David y Fabio), Pablo Escobar y Carlos Lehder para establecer una alianza que con el tiempo se fortaleció hasta convertirse en lo que después se llamaría el cartel de Medellín. Los traficantes cooperaron en la producción, distribución y mercadeo de cocaína. Durante los últimos años de la década de 1970, Rodríguez Gacha creció dentro de la jerarquía de la organización, descubriendo nuevas rutas de tráfico a través de México hacia los Estados Unidos, principalmente a las ciudades de Los Ángeles (California) y Houston (Texas). Se afirma a menudo que fue el primero en establecer estrategias cooperativas con carteles de México. Esto, combinado con su pasión por la cultura popular, música y cultura caballística mexicanas, le ganó los motes de 'El Mexicano' y 'Don Sombrero'. Rodríguez Gacha era propietaria de una cadena de haciendas en su pueblo natal en Pacho con nombres de inspiración mexicana como Cuernavaca, Chihuahua, Sonora y Mazatlán.
En pocos años Rodríguez Gacha se convirtió en uno de los pilares del cartel de Medellín en los comienzos de los ochenta. Amasó en corto tiempo una de las más grandes fortunas de Colombia. Pronto se abrirían nuevas rutas de tráfico de drogas a través de México, Haití, Los Ángeles, California, Houston, Texas y Nicaragua, donde desempeñó un papel fundamental en el crimen del piloto estadounidense Barry Seal, asesinado más tarde, el 19 de febrero de 1986, cuando accedió a testificar contra el cartel. Según el Departamento de Justicia de los Estados Unidos, Rodríguez Gacha dirigía operaciones de tráfico de cocaína a través de Panamá y la Costa Oeste (California) de Estados Unidos.
Asociado a las mafias afincadas en Antioquia, controló un ala autónoma de la organización narcotraficante en el centro del país, manejando hombres y recursos propios. Rodríguez Gacha basó gran parte de sus operaciones en Bogotá y otras áreas de la región de Cundinamarca, así como en la región del Magdalena Medio. Fue Rodríguez quien primero estableció Tranquilandia, uno de los laboratorios más grandes y conocidos de la selva donde más de dos mil personas vivían y trabajaban fabricando y empaquetando cocaína.
Al convertirse en uno de los principales capos del ascendente cartel, Rodríguez Gacha comenzó a tener problemas con la guerrilla de las Fuerzas Armadas Revolucionarias de Colombia - Ejército del Pueblo (FARC-EP), en su mayoría derivados del hecho de que la guerrilla cobraba «impuestos» (extorsiones) por vigilar algunas de sus plantaciones y laboratorios de coca, y que a veces robaban a algunos de sus emisarios y a destruir sus plantaciones. Cuando en 1981 la guerrilla del Movimiento 19 de abril (M-19) secuestró a Martha Nieves Ochoa, hermana de su colega narcotraficante Jorge Luis Ochoa, el cartel decidió crear lo que sería uno de los primeros grupos paramilitares de extrema derecha en enfrentarse contra la guerrilla, el movimiento «Muerte a Secuestradores» (MAS). Rodríguez Gacha, en venganza contra las FARC-EP, se convirtió en uno de los principales apoyos económicos del grupo. Anticomunista, pronto se convirtió en el líder militar de facto del cartel y gracias a sus inmensas riquezas, logró formar la organización paramilitar más grande del país, compuesta por alrededor de 1 000 hombres, todos entrenados y armados, originalmente dedicados a su seguridad pero que pronto se convirtieron en un ejército anticomunista dirigido particularmente contra las FARC-EP, y luego contra el partido político de izquierda Unión Patriótica, siendo responsables del asesinato de más de 800 de sus miembros, incluyendo la del candidato presidencial, Jaime Pardo Leal, quien fue asesinado el 11 de octubre de 1987.

### Asesinato de Rodrigo Lara Bonilla
Con la intervención de varios políticos colombianos a favor de la extradición de los cabecillas del narcotráfico, el cartel de Medellín y Rodríguez Gacha en particular se vieron cada vez más enfrentados al Estado colombiano. Cada vez más, sus ataques se fueron dirigiendo contra el estado colombiano, apoyando a su socio y amigo Pablo Escobar en su lucha contra el gobierno. El 30 de abril de 1984, el ministro de justicia Rodrigo Lara Bonilla, que había emprendido una cruzada contra el Cartel de Medellín, fue asesinado por sicarios de «Los Priscos» que se movilizaban en una motocicleta. Rodríguez Gacha fue señalado de organizar, en conjunto con los paramilitares del Magdalena Medio y el cartel de Medellín, la realización de este magnicidio.
En respuesta, el presidente Belisario Betancur declaró fuera de la ley a los narcotraficantes y se pronunció a favor de la implementación del tratado de extradición. Los Ochoa, Pablo Escobar, Carlos Lehder y Rodríguez Gacha debieron huir a Panamá. En un último intento por controlar la situación y negociar con el gobierno, los capos se reunieron con el expresidente colombiano Alfonso López Michelsen en el Hotel Marriott de Panamá. Sin embargo, las negociaciones se filtraron a la prensa y el plan se desmoronaría. Meses más tarde regresarían clandestinamente al país, más el punto de ruptura con el gobierno ya había llegado...

### Guerra contra el Estado
Preferimos una tumba en Colombia a una cárcel en Estados Unidos.
Lema de Los Extraditables

A causa de la reactivación del tratado de extradición en mayo de 1984 y de las primeras detenciones con este fin en enero de 1985, los miembros del Cartel de Medellín quedaron fuera de ley y se autodenominaron «Los Extraditables». El inicio de una guerra frontal contra los gobiernos de Colombia y Estados Unidos fue inevitable. Este periodo negro pasaría a denominarse en la historia de Colombia como la Guerra del Narcoterrorismo. 
La campaña de terror reactivada a partir de la segunda mitad de 1986 se cobró las vidas del magistrado de la Corte Suprema, Hernando Baquero Borda, del juez Gustavo Zuluaga Serna, del coronel Jaime Ramírez Gómez y del director de El Espectador: Guillermo Cano Isaza. Tras una tregua de un año, las decisiones tomadas por el Gobierno Barco el 8 de enero de 1988, al dictar autos de detención con fines de extradición contra Escobar, Rodríguez Gacha y los hermanos Juan David, Jorge Luis y Fabio Ochoa Vásquez, generarían una nueva escalada terrorista. El 16 de enero de 1988 es secuestrado el candidato a la alcaldía de Bogotá, Andrés Pastrana Arango y el 25 del mismo mes, durante un nuevo intento de secuestro es asesinado el procurador general de la Nación, Carlos Mauro Hoyos. La guerra contra el Estado está prácticamente declarada.
La violencia ya no se detendría. Rodríguez Gacha profundizó su campaña de exterminio contra la izquierda, multiplicando los asesinatos de los dirigentes de la Unión Patriótica: Teófilo Forero y José Antequera fueron ultimados a principios de 1989. Se atrevió incluso a masacrar a toda una comisión judicial en La Rochela (Santander), el 18 de enero de 1989, también el 1 de noviembre asesinó al Representante a la Cámara por Cundinamarca; Luis Francisco Madero Forero. En varias ocasiones Madero se enfrentó al narcotraficante. Inició el movimiento que pedía la expulsión de El mexicano de esa región de Cundinamarca para salvar al pueblo de Pacho del narcoterrorismo, iniciando la guerra, que desembocó en ese conocido final. También en una ocasión organizó un paro cívico para protestar contra el negocio de la droga. El congresista asesinado pertenecía a la Comisión Segunda de la Cámara de Representantes, que es la encargada de estudiar los asuntos militares e internacionales. En 1980 fue el ponente del Proyecto de Extradición. Luis Madero perteneció al Partido Conservador, fue compañero de luchas de Álvaro Gómez Hurtado.
Paralelamente, a partir del fracaso en las negociaciones con el Gobierno Nacional, emprendió junto con Pablo Escobar una oleada de asesinatos en mayo de 1989. El 4 de mayo de 1989 fue asesinado el exgobernador de Boyacá Álvaro González Santana, padre de la jueza Martha Lucía González. Un primer atentado dinamitero sacudió Bogotá el 30 del mismo mes, teniendo por objetivo al Jefe del Departamento Administrativo de Seguridad (DAS) Miguel Maza Márquez. Salió ileso, pero siete personas murieron y treinta quedaron heridas. Le seguirían otros ataques contra el gobernador de Antioquia Antonio Roldán Betancur muerto el 4 de julio, la jueza tercera de Orden Público María Helena Díaz asesinada el 28 de julio, el magistrado Carlos Ernesto Valencia ultimado el 16 de agosto y finalmente el Comandante de la policía en Antioquia Valdemar Franklin Quintero y el candidato a la presidencia (1990-1994) Luis Carlos Galán Sarmiento acribillados el mismo día, 18 de agosto de 1989. En el último hecho tomaron parte activa 70 hombres de Gacha con Jaime Rueda a la cabeza, el mismo que descargó sobre el candidato liberal la subametralladora miniatlanta que le segó la vida.
El presidente Virgilio Barco declararía la guerra entonces al Cartel de Medellín y procedió el 19 de agosto a dictar los decretos que permitían la extradición por vía administrativa, la incautación de bienes del narcotráfico y la detención preventiva sin cargos judiciales de sospechosos de pertenecer a la organización narcoterrorista. Además con el 80% de la cocaína consumida en Estados Unidos llegando de Colombia, el recién elegido presidente George H. W. Bush concentró la estrategia antidrogas de su gobierno en el país andino y el 21 de agosto de 1989 el Fiscal General Dick Thornburgh hizo pública una lista de 12 capos de la droga requeridos por el gobierno norteamericano. La lista incluía a Pablo Escobar, «El Mexicano», el «Mono Abello» y los Hermanos Ochoa; Jorge Luis, Fabio y Juan David.

### Guerra contra las FARC-EP y narcoparamilitarismo
Pronto el poder de Rodríguez Gacha desbordó el núcleo original de Cundinamarca y Boyacá e incursionó en los llanos orientales y el Magdalena Medio, contactando con las FARC-EP, que en un principio prestaron servicios de vigilancia a los cultivos y laboratorios del capo a cambio de ciertos «impuestos» llamados «gramaje». Sin embargo, la destrucción de varios de sus laboratorios de procesamiento de drogas en 1983, más el robo de pasta base de coca y dinero en efectivo a algunos de sus emisarios, lo llevaron a una guerra personal con dicha organización. Bajo la filosofía de «quien no está conmigo, está contra mí» y apoyado en sus nuevos socios paramilitares del Magdalena Medio, las autodefensas de Pablo Emilio Guarín, Henry Pérez, los hermanos Fidel y Carlos Castaño y Ramón Isaza, emprendió una campaña de exterminio contra la Unión Patriótica, partido al que consideraba el brazo político de la guerrilla comunista. Gacha intentó negociar con las FARC-EP para que le devolvieran lo que le habían quitado y se reunió con el 'Mono Jojoy', pero la guerra con las FARC-EP continuó hasta la muerte de Gacha.
Hacia 1989, Rodríguez Gacha tenía a su disposición un millar de hombres en un ejército personal adiestrado por mercenarios extranjeros. Así, entre diciembre de 1987 y mayo de 1988 contrató a mercenarios israelíes y británicos para que entrenaran equipos de asesinos y sicarios. Entre estos destacó Yair Klein, un teniente coronel retirado del ejército israelí, liderando un equipo de instructores en Puerto Boyacá durante 1988. Rodríguez Gacha se convirtió así en el principal comandante del «Narcoparamilitarismo» en Colombia. Además, sus contactos con elementos corruptos dentro de las fuerzas gubernamentales le brindaban la suficiente impunidad como para actuar contra sus enemigos con total libertad. Al menos ochocientos miembros de la UP cayeron víctimas de su venganza contra las FARC-EP, incluyendo al presidente del partido, Jaime Pardo Leal, asesinado el 11 de octubre de 1987, al secretario del partido comunista, Teófilo Forero, y al joven líder de izquierda José Antequera. Hasta Putumayo, con «Los Masetos» llegaban los tentáculos del narco al momento de su muerte.

### Guerra verde
A la vez, Rodríguez Gacha entró en un conflicto más intenso y violento por el control de las minas de esmeraldas en el occidente de Boyacá. Decidido a unir sus emporios del noroeste de Cundinamarca con el Magdalena Medio—campo de entrenamiento de sus autodefensas, terminó por ver como un estorbo a sus antiguos socios y amigos. Este intento le puso prontamente en conflicto con sus antiguos aliados en el negocio de las esmeraldas, en tanto la región esmeraldífera de Muzo quedaba justo en la mitad. Para hacerse con el dominio sobre la región, Rodríguez Gacha dio inicio una intensa y violenta disputa por el control de las minas. 
El 27 de febrero de 1989 infiltró un comando armado en Sasaima (Cundinamarca) y liquidó a su exjefe y amo y señor del negocio esmeraldero en Colombia, Gilberto Molina Moreno junto a 17 personas más. Pronto pasó a atentar contra Víctor Carranza, otro exsocio suyo, convertido en el nuevo «zar» de las esmeraldas. La guerra con este escaló tras la masacre en el edificio Altos del Portal de Bogotá, el 5 de julio de 1989. Allí un grupo de militares al servicio de «El Mexicano», en el curso de un supuesto operativo interrumpieron una reunión de gente de la DEA y del F2 con Ángel Gaitán Mahecha, un informante, y masacraron a 4 personas. Los ataques se sucedieron todo el mes de julio. El 7 una bomba semidestruyó las instalaciones de Tecminas en Bogotá, empresa propiedad de Carranza; fue asesinada la llamada «reina de la coca», Verónica Rivera; el 10 cayó baleado Julio Carranza, sobrino del «Zar». El 15, 60 hombres fusilaron en la quebrada de Itoco, en predios a cargo de Tecminas, a 6 guaqueros. Más tarde arrojaron vivo desde una avioneta a Pedro Julio Yaya, un vigilante de la veta. El 26 de julio un ataque dinamitero con carro bomba arrasó las oficinas de «Ganadería Nare», de propiedad de Carranza, matando una persona y dejando a dos heridas. Finalmente el 15 de agosto siguiente salió ilesa de un atentado Blanca Lilia de Molina, viuda de Gilberto Molina.

### Ofensiva terrorista de 1989
Como muchos esperaban, los narcos no se detuvieron ante la ofensiva del gobierno y el 23 de agosto de 1989 asumieron el reto de una guerra total con el estado colombiano, por medio de una carta a la opinión publicada. La extradición no les dejaba más camino que tratar de doblegar al gobierno de Virgilio Barco por medio del terrorismo y el sicariato a gran escala: 289 acciones bélicas y más de 250 muertos en tres meses. Las principales ciudades: Bogotá, Medellín, Cali, Barranquilla, Bucaramanga y Cartagena, fueron bombardeadas diariamente (100 actos terroristas de septiembre a diciembre). 
El 24 de agosto, las bombas que estallaron en la capital antioqueña, dieron inicio a su violenta arremetida. El 2 de septiembre terroristas hicieron estallar un camión cargado con cien kilos de dinamita en el periódico El Espectador. El 11 fue asesinado el líder liberal Pablo Peláez González. El 21 de septiembre explotaron simultáneamente varios petardos en nueve sedes políticas en el sector de Teusaquillo (Bogotá). El 26 de septiembre atentaron contra el Hotel Hilton de Cartagena con un saldo de dos víctimas mortales. El 16 de octubre, un carro bomba estacionado a las afueras de las instalaciones del diario Vanguardia Liberal, de Bucaramanga, dejó cuatro muertos. El 20 fue bombardeado el Hotel Royal de Barranquilla. El 1 de noviembre cayó Mariela Espinosa Arango, miembro de la Sala Penal del Tribunal Superior de Medellín, y Luis Francisco Madero Forero, representante en la Cámara por Cundinamarca. El 9 de noviembre, dos semanas después de un ataque de sicarios, muere el periodista Jorge Enrique Pulido.
El gobierno reaccionó multiplicando los operativos y arrestos a lo largo y ancho del país: el 11 de octubre fue detenido el "Mono" Abello, y el 23 de noviembre, las fuerzas gubernamentales cayeron sobre la hacienda El Oro, propiedad de Pablo Escobar, matando a dos miembros del cartel (entre ellos, su cuñado Mario Henao) y deteniendo a cincuenta y cinco más. No obstante el capo logró escabullirse. Herido el cartel, Escobar y Rodríguez Gacha respondieron con dos violentas acciones en la capital de Colombia. Lo peor estaba por venir. 
El 27 de noviembre, intentando matar al reemplazo de Galán en las elecciones presidenciales, César Gaviria, Pablo Escobar hizo estallar un avión de Avianca en pleno vuelo con sus 107 pasajeros a bordo; el 6 de diciembre, en lo que se sería su mayor ataque, «Los Extraditables» echaron a rodar calle abajo un autobús del Acueducto de Bogotá cargado con quinientos kilos de explosivos y lo volaron frente a las instalaciones del Departamento Administrativo de Seguridad (DAS). El General Maza, objetivo del atentado, salió ileso de este; sin embargo, sesenta y tres personas murieron y quinientas resultaron heridas.
Rodríguez Gacha, responsable de la última hecatombe terrorista, se convirtió así en el hombre más buscado de Colombia, ofreciéndose una recompensa de $250,000 dólares por su cabeza. En esa época, «El Mexicano» había cambiado su aspecto físico, operándose el rostro y dejándose crecer una barba rala, con lo que pretendía evadir la persecución de las autoridades.

## Muerte

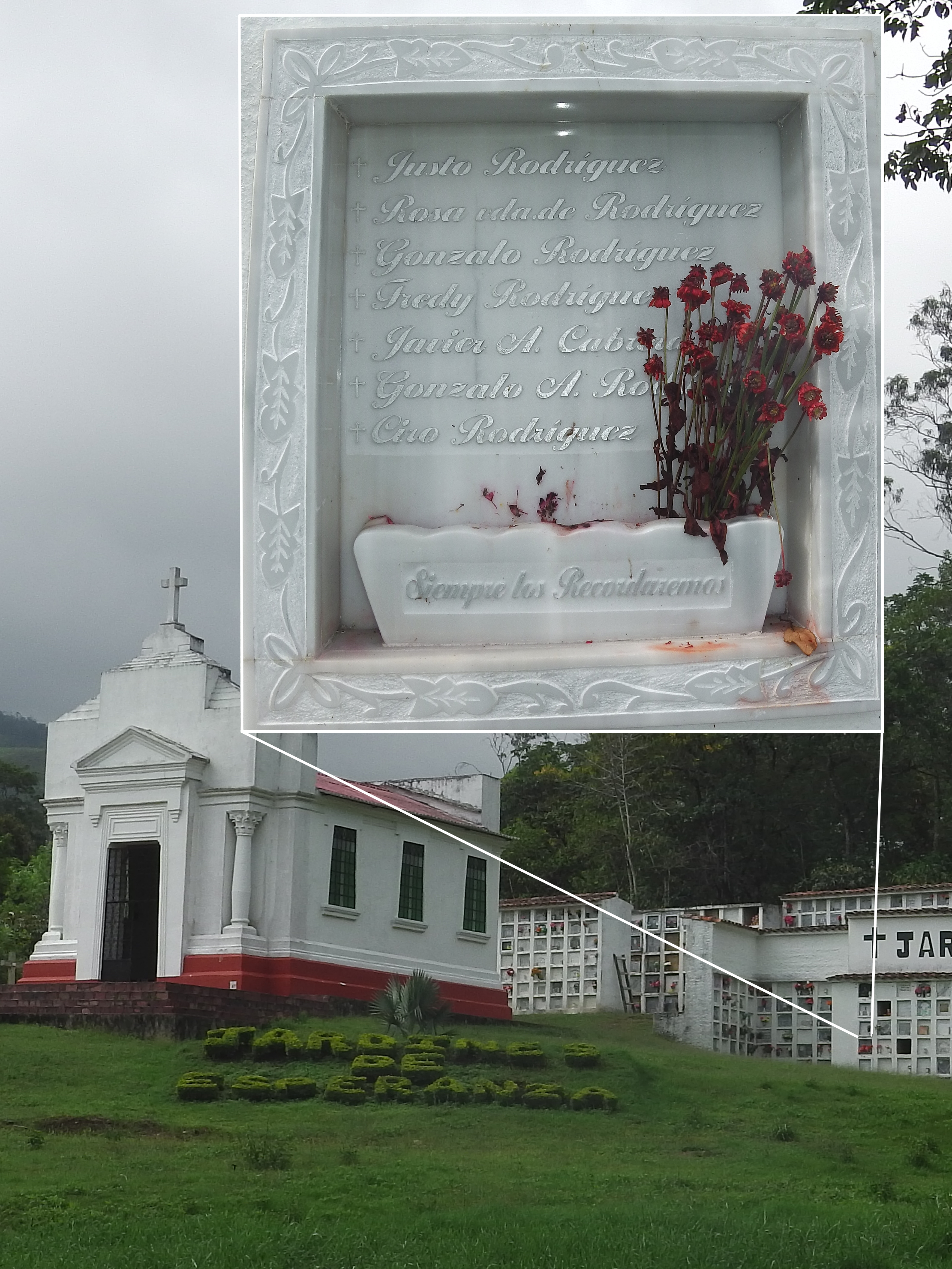
Tumba de Gonzalo Rodríguez Gacha, su hijo Fredy y otros familiares.

Para ese momento, Rodríguez Gacha tenía una larga lista de enemigos. En primer lugar, se había enemistado con sus antiguos aliados del cartel de Cali cuando había intentado hacerse con el mercado de la droga en la ciudad de Nueva York, y las dos organizaciones criminales estaban envueltas en una sangrienta guerra, motivada principalmente por una vendetta personal de Pablo Escobar contra Hélmer «Pacho» Herrera. Como líder militar del cartel Rodríguez Gacha fue el responsable de muchos asesinatos y acciones violentas contra el cartel de Cali. Además, ya estaba en una guerra abierta contra las FARC-EP, y contra los líderes esmeralderos. 
El gobierno, enfrentado a una guerra total y tras el atentado al edificio del DAS, se enfocó en capturar a los cabecillas del cartel, ofreciendo 500 millones de pesos por la cabeza de Rodríguez Gacha (la misma cantidad ofrecida por Escobar). En agosto de 1989, el gobierno del presidente Barco había tenido un golpe de suerte cuando Freddy Gonzalo Rodríguez Celades, el hijo de «El Mexicano» fue detenido por posesión ilegal de armas al norte de Bogotá. Se le retuvo durante más tiempo del estipulado por la ley, tratando de presionar a su padre, pero en vista de que la estrategia no dio resultado, se le liberó el 22 de noviembre. Con esto, parecía que se había perdido cualquier pista a Rodríguez Gacha.
No obstante, un informante contratado por el Cartel de Cali infiltrado en las estructuras que Gacha tenía en la Costa Atlántica, Jorge Velásquez alias «El Navegante», reveló la ubicación del narco en Cartagena de Indias, donde se hallaba protegido por un cuerpo de veinticinco guardaespaldas. Al percatarse de la presencia de las autoridades, los fugitivos tomaron una lancha motora y embarcaron rumbo a Tolú. Allí lo acompañaban su hijo Freddy Gonzalo, Gilberto Rendón Hurtado alias «Mano de yuca» (el número 8 dentro del Cartel y quien controlaba redes de transporte de cocaína desde la Costa Caribe) y 4 escoltas más. También el Navegante los acompañaba. Tras dejarlos en la noche del 14 de diciembre en la costa de Coveñas, este dio cuenta de la nueva ubicación de Rodríguez Gacha a las autoridades. Después de que la Policía interceptara la lancha y embarcara a Velásquez en uno de los dos helicópteros artillados movilizados para la ofensiva, se dispuso el operativo final. 
A mediodía del 15 de diciembre de 1989, sobre las 13:10, veintidós policías, 17 de ellos comandos de élite, a bordo de los dos helicópteros artillados, sobrevolaron «El Tesoro», un complejo de cabañas al borde del mar entre Coveñas y Tolú, donde se supone que estaría el objetivo. Con altavoces y sirenas pidieron a Rodríguez Gacha que se entregara, sin obtener respuesta alguna. Estos esperaban en silencio a ver que pasaba con el operativo. Los helicópteros siguieron rastreando la zona, pensando tal vez que los narcoterroristas habían huido ya. Estos se hallaban a la espera de cualquier descuido y en efecto aprovecharon el momento, para abrirse paso hasta un Camión Carpado Chevrolet de color rojo que estaba estacionado fuera de la villa, y emprender la huida, armados con media docena de granadas, 1 fusil Galil, 1 subametralladora Heckler & Koch MP5, 1 pistola 9 mm y un revólver Cal. 38 largo.
La Policía se percató rápidamente de la huida del camión y emprendieron su persecución. A menos de dos kilómetros de Tolú el automotor fue interceptado cuando tratando de perder a sus perseguidores se desvió por la ruta que conduce a Sincelejo. Al no poder esquivar a las autoridades, un poco más adelante, a la altura de Tolugas (un complejo de gas propano), se lanzaron de la maquina Freddy Gonzalo (armado con una pistola 9 mm), cuatro guardaespaldas más, abriendo fuego contra una de las aeronaves para llamar su atención, a la vez que trataban de avanzar hacia un cerco de robles, en medio de unos pastizales infestados de maleza. Uno de los aparatos respondió con sus ametralladoras, matando a dos de los pistoleros, para descender luego y dejar en tierra a 5 comandos de la fuerza élite, quienes se enfrentaron con los dos escoltas supervivientes y el hijo de "El Mexicano", eliminándolos. En el intermedio, el camión que llevaba al capo y a Gilberto Rendón continuó su carrera, seguido por la otra aeronave. Pero en esa misma carretera se encontraba una patrulla contraguerrilla de la infantería de marina, custodiando una de las fincas del extraditado Eduardo Martínez Romero. Al verlos, el camión se detuvo y de él descendieron Rodríguez Gacha y Rendón, internándose ambos en los platanales adyacentes a la carretera, en la finca La Lucha. Los artilleros abrieron fuego, tratando de detectar a los fugitivos, que parecía que lograrían huir. No obstante, Gacha, quien estaba armado con una subametralladora alemana MP5, perdió el impulso de su carrera cuando se desgarró el cuero cabelludo en una alambrada. Acorralado, contestó a los disparos, revelando su ubicación, la ametralladora le respondió y cayó al ser herido en una pierna. En ese momento, otro impacto de una bala calibre 7.62 mm le alcanzó de lleno en la cara, matándolo (Gacha murió curiosamente el mismo día en el que el general Manuel Antonio Noriega, socio del Cártel de Medellín y de Pablo Escobar y también socio suyo, declaró la guerra a los Estados Unidos y desencadenó la invasión de Estados Unidos a Panamá y la rendición y captura de Noriega). Fueron necesarias las diligencias dactiloscópicas para establecer sin duda su identidad. Minutos después, a las 13:45 horas, cayó el último de los hombres del capo.
Otra versión entregada por el Navegante sostiene que Rodríguez Gacha, al verse acorralado por la policía se inmolo con una granada para evitar ser capturado y extraditado a los Estados Unidos (versión que también coincide con la de un morador de nombre Pedro Montes Herrera, quien estaba en la finca y en el lugar donde Gacha huía y reveló que "El Mexicano" le suplicó ayuda desesperadamente al ser perseguido por la policía).
Tras el operativo, al lado de las armas y los equipos de comunicación incautados, se encontró el libro que leía Rodríguez Gacha: El método de un campesino millonario, que cuenta la vida del empresario colombiano «Pepe Sierra».
Dos días después, en la noche del 17 de diciembre, su cuerpo y el de su hijo fueron enterrados en su natal Pacho, en medio de un multitudinario entierro al que asistieron cerca de 3.000 personas. Muchos en su pueblo lo veían como un benefactor de los pobres, de ahí la masiva presencia en su funeral.

## Riqueza y bienes
Rodríguez Gacha fue catalogado como uno de los hombres más ricos del mundo por la revista Forbes el 20 de junio de 1988. Dueño de más de 116 propiedades, fincas, casas, apartamentos, lotes y vehículos, valorados en 40 millones de dólares. Su fortuna se convirtió en leyenda a raíz de las historias de caletas o guacas enterradas en sus propiedades: carros llenos de lingotes de oro, bolsas de dólares y esmeraldas 200 caballos de paso; entre estos, Túpac Amaru, un caballo de un millón de dólares. Invirtió en el equipo de fútbol Club Deportivo Los Millonarios financiando contrataciones y salarios de los jugadores.
Su apodo «El Mexicano» provino de su gusto por la cultura mexicana; por ejemplo, sus fincas tenían nombres de ciudades mexicanas como Cuernavaca, Mazatlán, Sonora y Chihuahua. Otra de sus propiedades fue la discoteca La Chihuahua, que hoy lleva el nombre La Chihuahua VIP.
Cientos de caza fortunas invadieron los predios de Rodríguez Gacha en busca de las canecas repletas de dinero y del codiciado maletín negro que "El Mexicano" nunca abandonó, pero que el 15 de diciembre de 1989 desapareció misteriosamente. En marzo de 2006, dicho maletín negro y las guacas volvieron a salir a la luz pública, cuando se reveló que Estados Unidos había recibido 60 millones de dólares para borrar cualquier indicio que permitiera involucrar a los herederos de «El Mexicano» en los múltiples juicios que se le siguen al narcotraficante.[cita requerida]
En efecto, los investigadores, según reveló la revista Cambio, descubrieron abundantes documentos incautados durante los allanamientos realizados a propiedades de "El Mexicano". Uno de estos llamó la atención de los investigadores: era la copia de un acuerdo judicial realizado 10 años atrás en Estados Unidos por un abogado que representaba a los herederos del sanguinario capo.[cita requerida]
Los agentes descubrieron una operación secreta por medio de la cual la justicia de Estados Unidos obtuvo el dinero en mención en el Club Deportivo Los Millonarios, depositado en veinticuatro cuentas a nombre de testaferros de Rodríguez Gacha en bancos de Hong Kong, Suiza, Luxemburgo y Austria. A cambio de lo anterior, los herederos de Rodríguez Gacha quedaron libres de cargos de conspiración para introducir cocaína a ese país, además de ser ocultados los frutos de sus actividades ilegales.[cita requerida]
En respuesta, el senador Javier Cáceres Leal anunció un debate en el Congreso, "pues si la inmunidad judicial se compra en Estados Unidos con dinero, ¿por qué debe Colombia seguir con lo más duro y sangriento del esfuerzo, y recibir apenas las migajas de los millonarios recursos incautados?".[cita requerida]

## Matrimonio e hijos
Su primogénito Freddy Gonzalo Rodríguez Celades fue producto de una relación pasajera de "El Mexicano" con Luz Mary Celades, una copera de un bar de Pereira. Tras dos matrimonios fracasados, "El Mexicano" se casó con Gladys Edilma Álvarez Pimentel, de apenas 14 años y 15 menor que "El Mexicano". Fue arrestada por testaferrato 11 años después de la muerte de su esposo. Hoy está casada con un abogado y vive fuera de Colombia.

## Menciones
- En 1992 se estrenó el film Narcos va a la serie!, dirigido por el italiano Giuseppe Ferrara, en el cual el personaje de El Boss interpretado por el actor español Aldo Sambrell, se inspira en Rodríguez Gacha.
- En 2012, el canal colombiano Caracol estrenó la serie Escobar, el patrón del mal, inspirada en la vida del más famoso y buscado de los capos del narcotráfico en los 80 y 90, Pablo Escobar. En esta serie, el personaje de Gonzalo Rodríguez Gacha fue interpretado por el actor Juan Carlos Arango bajo el nombre de "Gustavo Ramírez Rocha", alias "El Mariachi", gran amigo y socio de Escobar.[50]
- En 2013, el canal colombiano RCN estrenó la serie Tres Caínes (producida por R.T.I.), inspirada en la vida de los hermanos paramilitares Castaño Gil. En esta serie, Rodríguez Gacha fue interpretado por el actor Rodolfo Silva bajo el nombre de "Gonzalo Mahecha", alias "El mexicano", como socio y amigo de  Escobar Escobar, además de ser gestor de los primeros grupos paramilitares en Colombia.
- En 2013, RCN estrenó su nueva serie, Alias el Mexicano, inspirada en la vida de este narcotraficante.[51] La historia fue protagonizada por el actor Juan Sebastián Calero como Gonzalo Rodríguez Gacha. Producida Por Fox Telecolombia para RCN Televisión.[52]
- En 2015, Netflix realizó una serie llamada Narcos donde el capo aparece siendo uno de los más buscados junto a su socio Pablo Escobar. Es interpretado por el actor Luis Guzmán.
- En 2016, RCN Televisión estrenó la serie Bloque de búsqueda, en la que se relata brevemente su participación en el narcoterrorismo. Fue interpretado por Elkin Díaz, bajo el nombre de Gonzalo Largacha alias "El Cuate".
- En 2017, la película Loving Pablo, dirigida y protagonizada por Javier Bardem, mostró a Rodríguez Gacha personificado por el músico colombiano Julio Nava.[53]
- En 2019, la serie El general Naranjo, una serie de televisión biográfica colombiana creada por Anita de Hoyos y producida por Fox Telecolombia basada en el libro El general de las mil batallas escrito por el periodista Julio Sánchez Cristo. Fue interpretado por Walter Luengas.
- El corrido de Fernando Valente Alias el Mexicano.
- Su imagen está en un trapo o bandera de la barra Blue Rain de Millonarios.[54][55][56]
- El corrido "Por fortuna o por castigo" los Ranjers[57]